# Duellmanohyla chamulae
Espèce
Synonymes
- Ptychohyla chamulae Duellman, 1961

Statut de conservation UICN

 EN B1ab(iii) : En danger
Duellmanohyla chamulae est une espèce d'amphibiens de la famille des Hylidae.

## Répartition
Cette espèce est endémique de Chiapas au Mexique. Elle se rencontre au-dessus de 1 600 m d'altitude sur le versant Nord de la Mesa Centrale de Jitotol à Solosuchiapa,.

## Étymologie
Cette espèce est nommée en l'honneur des indiens Chamula.

## Publication originale
- Duellman, 1961 : Description of Two New Species of Frogs, Genus Ptychohyla, Studies of American Hylid Frogs V. University of Kansas publications, Museum of Natural History, vol. 13, p. 351-357 (texte intégral).